# 中間淳太
中間 淳太（なかま じゅんた、1987年〈昭和62年〉10月21日 - ）は、日本のアイドル、タレント、歌手、俳優、コメンテーター。男性アイドルグループ・WEST.（旧ジャニーズWEST）のメンバー。
兵庫県神戸市中央区出身。STARTO ENTERTAINMENT所属。

## 来歴
台湾人である父親の意向で、小学校は中華学校に入学。父親の仕事の都合により、小学4年生の時から約6年間を台湾で過ごし、台北市日僑学校に通った。
2001年5月の小学6年生の時、KinKi Kidsのコンサートの台湾公演が行われた際に、現地で行われた台湾Jr.募集の広告を母親が見つけ、友人と一緒にオーディションを受ける。最初は乗り気ではなかったが、いざステージに立つと楽しく、「俺、この仕事がしたい！」と思い、帰国してから2003年にジャニーズ事務所に入所した。関西ジャニーズJr.として活動を始め、2004年12月からユニット・B.A.D.のメンバーとして活動する。
オーディションで選ばれ、2008年に『ごくせん』にてドラマ初出演。2009年、『ごくせん THE MOVIE』にて映画初出演を果たす。
2010年、関西学院大学社会学部社会学科卒業。
2014年4月、ジャニーズWESTのメンバーとしてCDデビューを果たす。
2016年、日本テレビ系バラエティ番組『ヒルナンデス!』にレギュラー出演。2023年12月まで7年間出演した。
2023年12月、公式InstagramとX（旧Twitter）を開設した。

## 人物
- 父親が台湾人[14]、母親が台湾育ちの日本人[7]。以前は父方の祖父は日本人だと言われていたが、中間が23歳の頃に実際は父方の祖父も台湾人で、父は完全な台湾人であることが判明したため、自身がハーフだったことが判明した[5]。3歳年下の弟がいる[5]。2025年には台北市観光アンバサダーに就任し、日本と台北をつなぐ仕事がしたいという夢をかなえた[15]。
- 幼稚園から英語を習い、中国語も中華学校（小学校）で3年生までには習得していた[5]。2020年には観光英語検定2級を取得[16]。
- 大阪マラソンには過去2度出場。初出場は2012年11月25日の第2回大会で、4時間17分5秒で無事完走を果たす[17]。2回目の出場は2015年10月25日の第5回大会で「4時間切り」を目指して出走したが、結果4時間34分56秒（ネットタイムは4時間32分3秒）に終わり目標は達成出来なかった[18]。
- 大のディズニー好き[4][19]。読書家で特にミステリーに精通しており、その語彙力は作詞にも生かされている[4]。

## 出演
個人での出演のみ記載。グループとしての出演はB.A.D.#出演、WEST.#出演を参照。

### バラエティ番組
- 地球感じてミッション!（2008年12月14日、フジテレビ） - リポーター[20]
- ピーコ&兵動のピーチケパーチケ（2012年5月 - 2014年12月、関西テレビ）[注釈 1]
- ザ少年倶楽部セレクションスペシャル（2014年4月 - 、NHK BSプレミアム）司会
- ヒルナンデス!（2016年4月[14] -  2023年12月21日、日本テレビ） - 木曜レギュラー[11][22][23]
- ちまたのジョーシキちゃん（2021年11月 - 、関西テレビ） - スタジオレギュラー[24]
- 世界サンライズツアー（2023年春 - 2024年3月） - 藤井サチとMC[25][26][27]

### 情報番組
- かんさい情報ネットten!（2010年1月[5] - 2013年3月[28]、読売テレビ）毎週木曜日レギュラー
- 住人十色（2013年 - 、毎日放送）不定期出演
- 教えて!ニュースライブ 正義のミカタ（2014年 - 、朝日放送）レギュラーパネリスト[29]
- ちちんぷいぷい（2015年10月9日 - 、毎日放送）隔週金曜日レギュラー
- ミント!（2019年4月5日 - 、毎日放送）金曜日レギュラー[30]
- よんチャンTV（2021年3月29日 - 、毎日放送）金曜日レギュラー（月2回出演）[31]
- DayDay.（2025年4月10日 - 予定、日本テレビ）不定期出演[32]

### ドキュメンタリー番組
- 僕たちは戦争を知らない〜1945年を生きた子どもたち〜（2022年8月14日、テレビ朝日）[33]
- 僕たちは戦争を知らない 〜戦禍を生きた女性たち〜（2023年8月13日、テレビ朝日）[34]

### ラジオ番組
- 関ジャニ∞村上信五とジャニーズWEST桐山照史と中間淳太のレコメン！（2016年3月31日 - 2018年3月29日、文化放送） - 木曜パーソナリティ[35]
- ジャニーズWEST桐山照史と中間淳太のレコメン！（2018年4月5日 - 2023年3月23日[36]、文化放送） - 木曜パーソナリティ
- ジャニーズWEST桐山照史・中間淳太のREC!→WEST. 桐山照史・中間淳太のREC!（2023年3月31日 - 2024年3月28日）[37][38][39]

### テレビドラマ
- ごくせん 第3シリーズ（2008年、日本テレビ） - 市村力哉 役
- DRAMATIC-J B.A.D.なふたり（2008年9月15日・22日、関西テレビ） - 中間ユウジ 役
- ごくせん 第3シリーズ 卒業スペシャル（2009年3月28日、日本テレビ） - 市村力哉 役
- DRAMADA-J 未来はボクらの手の中に（2009年、関西テレビ） - 松田順一 役
- 誰も知らないJ学園 「Lost People」（2010年6月2日、関西テレビ） - 竹原時生 役
- 名古屋行き最終列車 「〜23時31分 中部国際空港発〜」（2012年12月18日、名古屋テレビ） - 田中昌一 役[40]

### Webドラマ
- 炎の転校生 REBORN（2017年11月10日 - 配信、全8話、NETFLIXオリジナルドラマ） - グループ主演・ナカマ駆 役[41]

### 映画
- ごくせん THE MOVIE（2009年） - 市村力哉 役
- 関西ジャニーズJr.の京都太秦行進曲!（2013年）- 城崎隆起 役
- 忍ジャニ参上! 未来への戦い（2014年）- 戸田直時役
- 裏社員。-スパイやらせてもろてます-(2025年)-ジン役

### 舞台
- DREAM BOY
  - DREAM BOY（2004年4月30日 - 5月7日 "KAT-TUN&関ジャニ8編" / 5月8日 - 23日 "タッキー編"、梅田コマ劇場）[42]
  - Hey! Say! Dream Boy（2005年4月27日 - 5月15日、梅田劇術劇場メインホール）[43]
- 関ジャニ8 サマースペシャル"サマー・ストーム"（2004年8月7日 - 29日、大阪松竹座）[42]
- もしも塾（2019年4月6日、東京グローブ座）[44]

### コンサート
- Johnny's Jr. Concert タッキー&翼 ジャニーズJr. 総出演!（2002年3月29日 - 5月6日） - 大阪城ホールのみ出演[45]
- 関西ジュニアX'masコンサート2002（2002年12月19日 - 25日、大阪松竹座）[45]

### CM・広告
- 大阪ガス「とあるマチの物語」シリーズ（2020年3月2日 - ） - 上戸彩、重岡大毅、神山智洋と出演[46][47]
- 台北市観光アンバサダー（2025年5月 - ）[15]

## 作品
特記なき限り、JASRAC公式サイトの「作品データベース検索サービス」において、著作者名やアーティスト名に「中間淳太」を含む楽曲の検索結果をもとに記述。
| 曲名           | 作詞                     | 作曲                                                                               | JASRAC 作品コード | 名義                           | 収録                                                   |
| -------------- | ------------------------ | ---------------------------------------------------------------------------------- | ----------------- | ------------------------------ | ------------------------------------------------------ |
| TAMER          | 中間淳太                 | BORG KEVIN JAMES GRIBBE SIMON ANDREAS                                              | 5A1-1487-9        | WEST. 中間淳太                 | アルバム『ラッキィィィィィィィ7』〈通常盤〉 - 中間ソロ |
| Into Your Eyes | 中間淳太 Komei Kobayashi | MELIN JOSEF MATTIAS MCKINNON ADRIAN                                                | 1L3-9600-5        | WEST. 中間淳太 藤井流星 小瀧望 | アルバム『WESTival』〈通常盤〉 - 中間&藤井&小瀧        |
| "Pinocchio"    | 中間淳太                 | GRP                                                                                | 260-5001-3        | 中間淳太 WEST.                 | アルバム『rainboW』〈初回盤B〉収録 - 中間ソロ          |
| Love Criminal  | 新美香 白井裕紀          | BJORSELL CARL FREDRIK ARTHUR THOTT DIDRIK STIG ERLAND THOTT SEBASTIAN AXEL FREDRIK | 1A2-5502-1        | 関西ジュニア 中間淳太          |                                                        |

## 書籍

### 雑誌連載
- ワニブックス『WiNK UP』「アキト×ジュンタのバトルトークパーク！」 - レコメン！のラジオ連載。
- 小学館『Oggi』「中間地点。」（2018年9月号 - 2025年8月号予定）[50][51]